# Charles Cramer
Charles Guillaume (Charles) Cramer (Sido-Ardjo (Ned.-Indië), 20 oktober 1879 - Haarlem, 18 september 1976) was een ingenieur in Nederlands-Indië, lid van de Volksraad en koloniaal-woordvoerder van de SDAP in de Eerste en Tweede Kamer.
Charles was de zoon van de Utrechtse arts en officier Charles Guillaume Cramer en Elise Caroline Wilhelmine Gebhardt en werd geboren in Sido-Ardje in Nederlands-Indië, waar hij ook zijn jeugdjaren doorbracht. Vanaf 1891 woonde hij in Leiden. Hij volgde de lagere school enige tijd in Nederlands-Indië, maar daarna ook in Den Haag en Leiden, waarna hij de openbare hogere burgerschool in Leiden volgde van 1892 tot 1897. Hij studeerde waterbouwkunde aan de Technische Hogeschool Delft, waar hij in 1901 afstudeerde als ingenieur.
Vervolgens verhuisde hij terug naar Nederlands-Indië, waar zijn vader nog arts was. Charles was aspirant-ingenieur bij de Indische Waterstaat in Soerabaja (1902-1903) en na een korte onderbreking als leraar wiskunde in Samarang (1903-1904) werd hij ingenieur bij de Indische Waterstaat in West-Tjeribon (1904-1906) en Oosthoek (1906-1913), waar hij aan de Sampean-werken werkte. Van 1913 tot 1915 had hij een verlofperiode in Nederland.
Al in 1911, nog in Indië, werd Cramer lid van de SDAP, en in 1918 werd hij lid van de Volksraad namens de gematigde sociaaldemocratische ISDP, die wilde samenwerken met de nationalisten. Hij vroeg in de Volksraad dan ook om hervormingen. In 1923 keerde hij terug naar continentaal Nederland, waar hij namens de SDAP lid werd van de Eerste Kamer der Staten-Generaal. In 1925 maakte hij de overstap naar 'de overkant' en werd hij gekozen in de Tweede Kamer der Staten-Generaal.
In beide Kamers was hij koloniaal-woordvoerder voor de SDAP-fractie en gedurende zijn Kamerlidmaatschap werd hij steeds radicaler in zijn opvattingen. In 1926 interpelleerde hij minister Koningsberger over de houding van de Indische regering ten opzichte van de plannen van de Politiek-Economische Bond om met steun van het Java Suiker Werkgeversverbond een anti-communistische actie te ontvouwen. In 1927 diende hij een initiatiefvoorstel in over het instellen van een onderzoek door de Volksraad naar onlusten in Nederlands-Indië; dit voorstel werd later ingetrokken. In 1933 viel hij op door zijn positieve reactie op de muiterij op De Zeven Provinciën bij Sumatra.
In 1937 ging Cramer met pensioen, en gaat hij reizen door Azië. Van 1942 tot 1945 was hij geïnterneerd in het Japanse gevangenenkamp nabij Tjimahi op Java. In 1947, nog voor de formalisatie van de onafhankelijkheid van Indonesië, werd hij lid van de Vereniging Nederland-Indonesië. In 1952 was Cramer een van de ondertekenaars van een oprichtingsmanifest van de Derde Weg, een anti-militaristische vredesbeweging die de Oost-West-tegenstelling wilde doorbreken.
Cramer was in 1903 getrouwd met Eugenie Eilbracht, met wie hij twee zoons en een dochter zou krijgen. Het huwelijk werd in 1922 weer ontbonden.